# Горење Градишче при Шентјернеју
Горење Градишче при Шентјернеју (словен. Gorenje Gradišče pri Šentjerneju) је насељено место у општини Шентјернеј, регија Југоисточна Словенија, Словенија.

## Историја
До територијалне реорганизације у Словенији било је у саставу старе општине Ново Место.

## Становништво
У попису становништва из 2011. године, Горење Градишче при Шентјернеју имало је 109 становника.
| Број становника према пописима | Број становника према пописима | Број становника према пописима |
| ------------------------------ | ------------------------------ | ------------------------------ |
| 1991                           | 2002                           | 2011                           |
| 94                             | 93                             | 109                            |

Напомена: До 1953. исказивано под именом Горење Градишче.